# Thazard rayé
Scomberomorus commerson
Espèce
Statut de conservation UICN

 NT  : Quasi menacé
Le Thazard rayé ou Thazard rayé indo-pacifique (Scomberomorus commerson) est une espèce de maquereaux de la famille des Scombridae.
Localement il est connu sous le nom de « kingfish ».
Le Sultanat d'Oman lui a dédié un timbre, émis en 1985.